# Bibliothèque nationale d'Israël
La Bibliothèque nationale d'Israël (en hébreu : הספרייה הלאומית) (NLI), anciennement Bibliothèque nationale universitaire juive (en anglais : Jewish National University Library) (JNUL), est la bibliothèque nationale d'Israël.

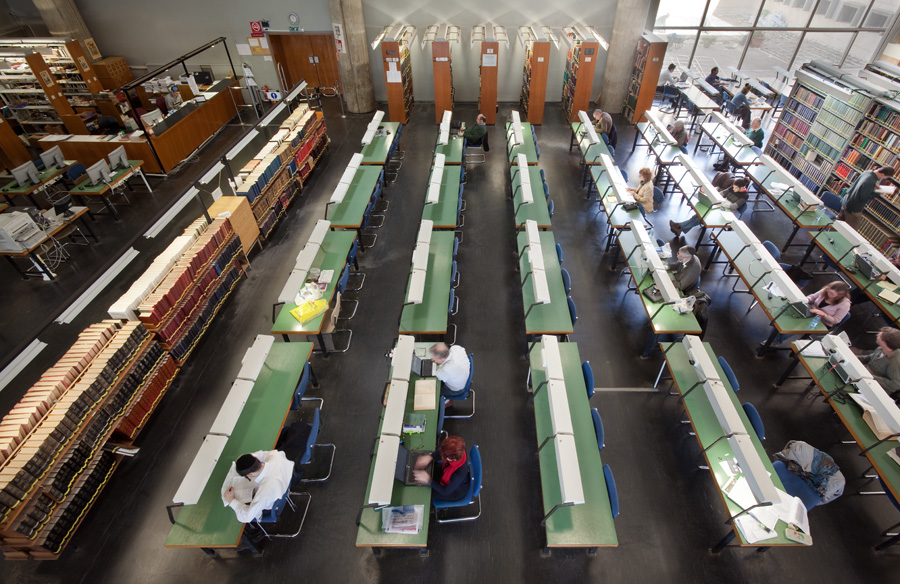

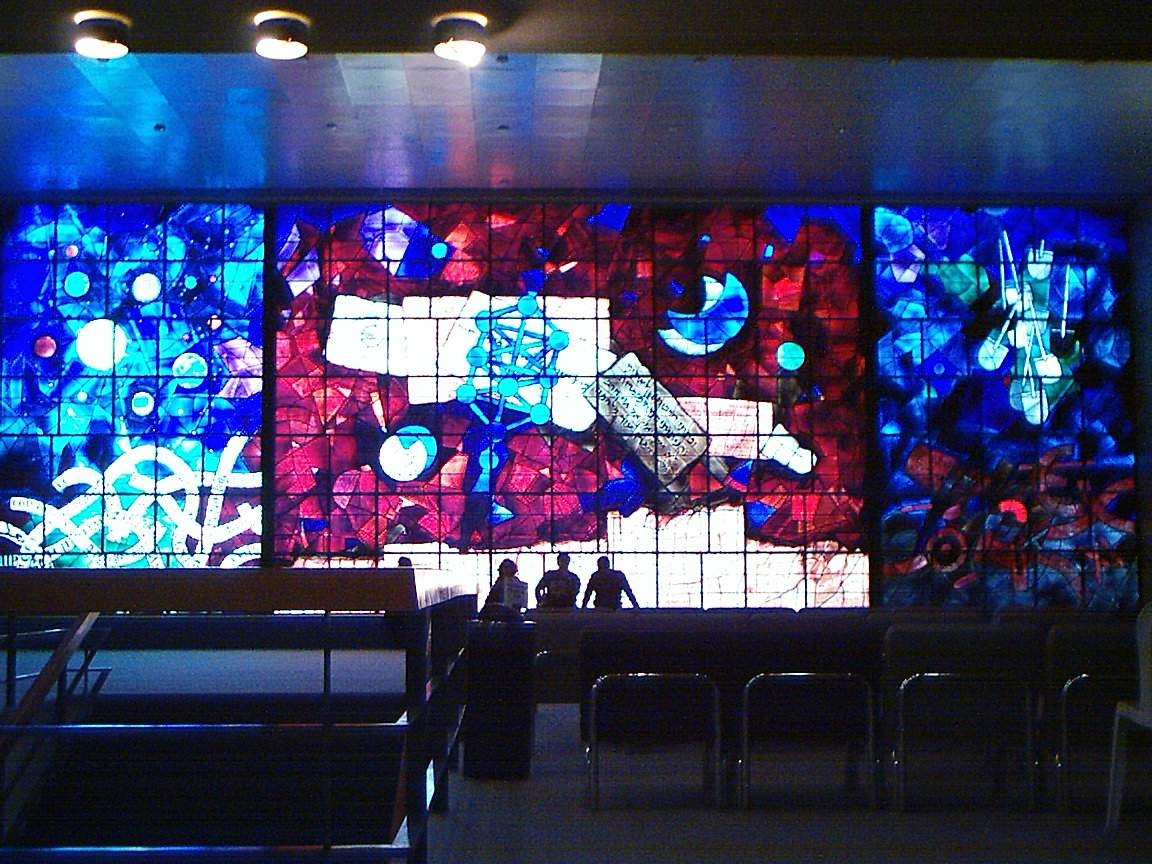
Le vitrail d'Ardon dans la JNUL

## Histoire
Bien que l'État d'Israël ne date que de 1948, la bibliothèque est bien antérieure. C'est en 1892 qu'est créée la Abravanel House Library à Jérusalem, à l'initiative de l'organisation B'nai B'rith. Initialement consacrée aux belles-lettres et aux sciences, elle se fixe très vite comme mission le soin de rassembler et surtout de mieux conserver les documents relatifs aux Juifs ; disposant alors de faibles moyens, elle s'enrichit principalement par des dons.
En 1920, la bibliothèque est prise en charge par l'Organisation sioniste mondiale qui nomme à sa tête son premier bibliothécaire professionnel, le docteur Hugo Bergmann. En 1925 est fondée, toujours à Jérusalem, l'université hébraïque de Jérusalem, dont la Abravanel House Library devient la bibliothèque centrale. Sa politique documentaire s'élargit alors pour accueillir toute la documentation jugée utile aux enseignements.
Le personnel s'accroît et se professionnalise, en accueillant des immigrés formés en Europe ou aux États-Unis ou en y envoyant son propre personnel suivre des formations et des stages. En 1930, la bibliothèque s'installe au centre du nouveau campus de l'université, sur le mont Scopus.
En 1948, elle acquiert son statut de bibliothèque nationale. La même année, après la guerre de Palestine, elle est contrainte au déménagement à Jérusalem Ouest. En 1960, elle s'installe dans de nouveaux locaux sur le campus de Givat Ram.
À partir de 2003, une réforme a été engagée pour mieux séparer les fonctions de bibliothèque nationale et de bibliothèque universitaire. Une « administration de la bibliothèque » a été instituée au sein de l'Université hébraïque pour fédérer tous les centres de documentation autres que la JNUL, qui s'est spécialisée, dans ses acquisitions universitaires, sur les Lettres et Sciences humaines de niveau recherche.
La National Library Law, adoptée par la Knesset le 26 novembre 2007, fait de la Bibliothèque une entité légale distincte, filiale de l'Université hébraïque. Cette dernière prévoit de conserver un quart des parts dans la nouvelle entité.

## Collections
La Bibliothèque nationale d'Israël possède près de cinq millions de documents, la plupart conservés en magasins. 
Elle est attributaire du dépôt légal de tous les documents publiés en Israël, et l'on estime qu'elle recueille effectivement environ 90 % de la production nationale
.
Mais la bibliothèque se veut aussi une « bibliothèque nationale juive » et elle s'efforce donc d'acquérir et de conserver tout ce qui est relatif aux Juifs ou écrit par des Juifs :
- les Hebraica, ou documents écrits en caractères hébraïques ;
- les Judaica, ou documents en d'autres caractères portant sur les Juifs et le judaïsme.

La bibliothèque possède 12 500 manuscrits dont 10 000 en hébreu.
Parmi ses fonds particuliers, la Bibliothèque possède plus de 600 fonds particuliers, dont certains sont issus de dons de personnalités, dont Albert Einstein est l'un des plus célèbres. 
Elle détient aussi la collection de cartes d'Eran Laor, celle de Sidney Edelstein en histoire et philosophie des sciences, la collection Gershom Scholem, et une collection unique de manuscrits anciens de Moïse Maïmonide.

## Catalogues
L'ensemble du fonds en hébreu a été catalogué et est signalé à l'OPAC. Il est catalogué selon les règles AACR2. 
Une partie des documents dans d'autres caractères est également cataloguée. Certains catalogues sur fiches subsistent.

## Numérisation
La Bibliothèque nationale s'est engagée dans d'importantes opérations de numérisation et propose une bibliothèque numérique accessible en ligne. 
Le programme de numérisation comprend des livres rares, des manuscrits du Talmud, des journaux anciens en hébreu ou en yiddish, des contrats de mariage juifs, ainsi qu'une partie des archives d'Einstein.